# Piper submultinerve
Piper submultinerve är en pepparväxtart som beskrevs av C. Dc.. Piper submultinerve ingår i släktet Piper och familjen pepparväxter. Utöver nominatformen finns också underarten P. s. nandanicum.